# Gerd Schädlich
Gerd Schädlich (* 30. Dezember 1952 in Rodewisch; † 29. Januar 2022) war ein deutscher Fußballspieler und -trainer. Bekannt wurde er in der DDR als Trainer der BSG Aufbau Krumhermersdorf aus einem der kleinsten Orte, die je in der zweitklassigen DDR-Liga vertreten waren. Den Vereinen FSV Zwickau und FC Erzgebirge Aue verhalf er als Trainer zum jeweils erstmaligen Aufstieg in die 2. Bundesliga.

## Karriere

### Als Spieler
Gerd Schädlich begann 1960 bei der BSG Wismut Rodewisch (Kreis Auerbach) mit dem Fußballspielen und wechselte als Jugendlicher 1968 zum FC Karl-Marx-Stadt. Ab der Saison 1971/72 gehörte er dem Kader der zweiten Mannschaft der Karl-Marx-Städter an, mit der im Sommer 1972 den Aufstieg von der Bezirksliga in die zweithöchste Spielklasse, die Liga erreichte.
Am 18. März 1972 gab Schädlich sein Debüt in der Oberliga, nachdem er bei der 0:2-Niederlage der „Himmelblauen“ beim BFC Dynamo in der 78. Spielminute eingewechselt worden war. Für den FC Karl-Marx-Stadt absolvierte Schädlich zwischen 1972 und 1976 insgesamt 25 Oberliga-Spiele und erzielte dabei einen Treffer. Dieser gelang ihm in der Saison 1972/73 am 16. Spieltag beim 3:0-Heimsieg gegen den FC Rot-Weiß Erfurt. Sein letztes Pflichtspiel bestritt er am 19. Juni 1976 beim 4:4-Unentschieden gegen die BSG Stahl Riesa am 5. Spieltag der DFV-Toto-Sonderrunde 1975/76, ehe ihn eine langwierige Verletzung dazu zwang, seine aktive Laufbahn im Alter von 25 Jahren vorzeitig zu beenden.

### Als Trainer

#### Erste Meriten im Erzgebirge
Anschließend arbeitete Schädlich zunächst als Diplomsportlehrer an einer kommunalen Berufsschule in Karl-Marx-Stadt und später als DTSB-Trainer. Das Diplom dazu hatte er schon während seiner Zeit als Spieler an der Karl-Marx-Städter Außenstelle der DHfK Leipzig erworben. Parallel dazu trainierte Schädlich als erste Mannschaft die Bezirksklassevertretung der BSG Motor Scharfenstein, die mit dem Kühlschrankhersteller VEB dkk Scharfenstein einen potenten Trägerbetrieb hinter sich wusste. Schädlich übernahm die Mannschaft zur Saison 1978/79 und erreichte auf Anhieb einen zweiten Platz in der entsprechenden Bezirksklassestaffel. In der Folgesaison 1979/80 wurden die Erzgebirger knapp Staffelsieger und stiegen in die drittklassige Bezirksliga Karl-Marx-Stadt auf. Hinzu kam der Einzug in das Finale des FDGB-Bezirkspokals, wo man nur knapp mit 1:2 der Vertretung der BSG Motor Oberfrohna unterlag. Auf dem Weg ins Finale hatte man unter anderem im Viertelfinale auswärts den Ortsnachbarn BSG Aufbau Krumhermersdorf mit 3:1 besiegt. In der ersten Bezirksligasaison leitete Schädlich anfangs noch die Geschicke in Scharfenstein. Wahrscheinlich schon in der Rückrunde der Saison 80/81 wechselte er zur BSG Traktor Niederwiesa, die als Bezirksklasseneuling unter seiner Leitung zum Saisonende einen überraschenden dritten Platz feiern konnte.

#### Mit der BSG aus dem Dorf in der DDR-Liga
In der Winterpause der Saison 1981/82 ereilte Schädlich dann ein Ruf aus Krumhermersdorf. Beim abstiegsbedrohten DDR-Liga-Vertreter hatte man sich offensichtlich an den ehemaligen, recht erfolgreichen Scharfensteiner Trainer erinnert und hoffte nun, unter seiner Leitung noch die Klasse halten zu können. Zwar zeigte die Leistungskurve nach oben, am Saisonende mussten die Erzgebirger aber mit einem Punkt Unterschied zur BSG Motor Werdau aus der zweithöchsten Spielklasse Abschied nehmen. Allerdings wurde dieser Betriebsunfall schnell behoben. In der Saison 82/83 dominierten die Krumhermersdorfer ihre Bezirksligastaffel nach Belieben, mit lediglich einer Niederlage und einem Unentschieden beim Ortsnachbarn Scharfenstein qualifizierten sie sich für die Ausscheidungsspiele zur Bezirksmeisterschaft. In den beiden Spielen gegen die BSG Motor Wema/Aufbau Plauen gewann man mit einem Gesamtstand von 9:0 Toren souverän den Bezirksmeistertitel. Darüber hinaus gewann die Schädlich-Truppe auch noch den Bezirkspokal, im Finale wurde die ASG Vorwärts Marienberg mit 6:1 weggefegt. Somit war der Dorfverein nach einem Jahr Bezirksliga wieder in der zweithöchsten Spielklasse angekommen. Am Ende der Saison 1983/84 erreichte Schädlich mit seinen Spielern mit Platz drei die beste Ligaplatzierung der Vereinsgeschichte, Bernd Sachse wurde wieder einmal bester Torschütze in der Ligastaffel, ligaweit der drittbeste Goalgetter. Höhepunkt war dabei der 1:0-Heimsieg gegen den ehemaligen Oberligisten BSG Sachsenring Zwickau. In der Folgesaison 1984/85 hingen allerdings für die Erzgebirger die Trauben zu hoch. Nach einer Ligareform, bei der die fünf Ligastaffeln auf zwei reduziert worden waren, fand man sich in einer 18er-Staffel wieder, in der sich mit Zwickau, dem HFC, Chemie Böhlen oder Wismut Gera namhafte Mannschaften befanden. Zwar kam man wieder zum obligatorischen Heimsieg gegen Zwickau, am Ende reichte aber die spielerische Klasse nicht mehr, um den Klassenverbleib zu sichern. Mit dem Abstieg beendete auch Schädlich sein Engagement in Krumhermersdorf. Er übernahm zunächst für die Saison 85/86 die Reservemannschaft des Oberligisten FC Karl-Marx-Stadt, die in der drittklassigen Bezirksliga hinter Krumhermersdorf Bezirksvizemeister wurden.

#### Intermezzo Schwarze Pumpe
Zur Saison 1986/87 wurde Schädlich vom DDR-Ligisten Aktivist Schwarze Pumpe verpflichtet. Mit den Hoyerswerdaern, die von der Nord- in die stärkere Südstaffel gewechselt waren, gelang ihm ein beachtlicher vierter Platz, in der zweigleisigen DDR-Liga die beste Saisonplatzierung der Aktivisten.

#### Erneut Krumhermersdorf
Anschließend zog es Schädlich wieder ins Erzgebirge nach Krumhermersdorf. Die BSG aus dem 2.000 Einwohner zählenden Dorf, das 1999 nach Zschopau eingemeindet wurde, versuchte erneut, in die DDR-Liga aufzusteigen. In der ersten Saison von Schädlichs zweiter Amtszeit, 1987/88, misslang dies noch, die Mannschaft der BSG Motor „Fritz Heckert“ Karl-Marx-Stadt hatte am Saisonende knapp mit einem Punkt Vorsprung die Nase vorn. Allerdings gelang der Gewinn des Bezirkspokals. In der Folgesaison gelang dann der Coup. Schädlich wurde mit Krumhermersdorf Bezirksmeister und hielt sich mit seiner Mannschaft auch in der Aufstiegsrunde zur DDR-Liga schadlos. Bereits nach dem dritten Spieltag der Aufstiegsrunde war der Wiederaufstieg geglückt. In der Ligasaison 1989/90, die aufgrund der Wende in der DDR enormen politischen Veränderungen unterworfen war, erwies sich die Liga mit Schwergewichten wie Chemie Böhlen, Chemie Leipzig, Stahl Riesa oder Sachsenring Zwickau letztlich als eine Nummer zu groß, wenngleich nur drei Punkte zu einem Nichtabstiegsplatz fehlten. Auch der fast schon obligatorisch gewordene Heimsieg gegen die Zwickauer gelang wieder.

#### Trainer bei Stahl Riesa
Schädlich konnte jedoch in der zweithöchsten Spielklasse des DFV weiter arbeiten, der Traditionsclub und ehemalige Oberligist Stahl Riesa sicherte sich seine Dienste. Dort wurde Schädlich das Amtieren nicht leicht gemacht, da der bisherige Sponsor, das Stahlwerk Riesa seine finanzielle Unterstützung zunehmend versagte. Dennoch konnte Schädlich die „Stahlelf“ bis zur Winterpause auf dem siebten Tabellenplatz halten.

#### Zwickau und die 2. Bundesliga
Zum Jahreswechsel 1990/91 folgte ein Ruf aus Zwickau. Beim FSV Zwickau, Nachfolger des Traditionsclubs BSG Sachsenring hatten die Spieler ihrem Trainer Harald Irmscher das Vertrauen entzogen, so dass dieser entlassen worden war. Schädlich gelang zunächst das Minimalziel Staffelsieg, wenngleich denkbar knapp, punktgleich mit nur einem Tor Vorsprung vor Erzrivale Wismut Aue. Zudem war das Rückspiel gegen die Erzgebirger in Zwickau am vorletzten Spieltag von schweren Ausschreitungen geprägt. Als Konsequenz musste Zwickau bei allen Spielen der Qualifikationsrunde zur 2. Bundesliga auswärts antreten. Dieses Handicap war am Ende zu groß, die Zwickauer wurden nur Dritter in ihrer Qualifikationsgruppe. Auch in der Folgesaison 1991/92 erreichte Schädlich mit seiner Mannschaft zunächst erneut das Minimalziel Staffelsieg, nunmehr in der Südstaffel der drittklassigen Amateuroberliga Nordost. In den Aufstiegsspielen zur 2. Bundesliga war es letztlich die Auftaktniederlage gegen Union Berlin, die schon frühzeitig die Weichen stellte. Hinter Aufsteiger VfL Wolfsburg belegte die Schädlich-Truppe einen zweiten Platz. In der Saison 92/93 zählten die Westsachsen erneut zum Favoritenkreis, doch diesmal verpassten sie unter Schädlich den Staffelsieg mit Platz fünf am Ende recht deutlich. Dennoch hielt die Vereinsführung an dem nun nicht mehr unumstrittenen Trainer fest. Ihm wurde ein neuer, leistungsbezogener Einjahresvertrag angeboten, zusätzlich übernahm Schädlich auch die Funktion eines Managers. Beratend wurde ihm dabei die Zwickauer Legende Alois Glaubitz zur Seite gestellt. Mit der Rückkehr von André Barylla und der Reaktivierung von Steffen Kubatzky gelang Schädlich ein Glücksgriff. Zusammen mit Libero Bernd Tipold ließ das Abwehrtrio nur 16 Gegentore zu und der FSV konnte letztlich mit vier Punkten Vorsprung den Staffelsieg feiern. Durch eine nun eigene Relegationsgruppe der Oberliga Nordost, in der finanzstarke Westvereine fehlten, konnte sich Zwickau gegen die Teams aus Brandenburg und Cottbus mit 3 Siegen und einem Unentschieden souverän für die 2. Bundesliga qualifizieren. Nachdem man in der ersten Zweitligasaison die Klasse nur aufgrund der Lizenzentzüge von Dynamo Dresden und dem 1. FC Saarbrücken halten konnte, führte Schädlich die Zwickauer in ihrer zweiten Zweitliga-Spielzeit überraschend auf den fünften Tabellenplatz. Weil Zwickau jedoch in der darauffolgenden Saison auf einem unbefriedigenden 13. Tabellenplatz „überwintern“ musste, wurde Schädlich in der Winterpause entlassen und durch Stürmerlegende Joachim Streich ersetzt.

#### Zwischenstopp in Leipzig und Hoyerswerda
Anschließend wurde Schädlich zunächst vom damaligen Regionalligisten FC Sachsen Leipzig für die Saison 1997/98 verpflichtet. Doch bereits nach sechs Spieltagen würde Schädlich Anfang September 1997 schon wieder entlassen. Er hatte dem Wunsch eines Sponsoren nicht entsprochen, einen erst kurz vorher verpflichteten Neuzugang sofort aufzustellen.
Danach kehrte Schädlich zu einer seiner früheren Wirkungsstätten zurück, nach Hoyerswerda. Der Oberligist FSV Hoyerswerda, Nachfolgeverein von Schädlichs früherer Station Aktivist Schwarze Pumpe, verpflichtete ihn für die Saison 1998/99. Mit den Ostsachsen erreichte er einen überraschenden dritten Platz und nahm an den Aufstiegsspielen zur Regionalliga teil, da sich Staffelsieger VfL Halle 96 und die zweite Mannschaft des VfB Leipzig nicht für diese Spiele gemeldet hatten. In der Relegation zog die Schädlich-Truppe jedoch zweimal gegen Tennis Borussia Berlin den Kürzeren.

#### Mit Erzgebirge Aue in die 2. Bundesliga
Doch in der Zwischenzeit hatte sich der damalige Regionalligist Erzgebirge Aue gemeldet und verpflichtete Schädlich zum 1. Juli 1999. Mit den Erzgebirgern konnte er sich in der ersten Saison mit dem 3. Platz in der Regionalligastaffel Nordost für die zukünftige zweigleisige Regionalliga Nord qualifizieren. Im Anschluss folgten mit den Tabellenplätzen 7 und 9 zwei eher durchwachsene Spielzeiten, ehe Schädlich in der Saison 2002/03 mit den (nach ihren Vereinsfarben so genannten) „Veilchen“ Meister der Regionalliga Nord wurde und dadurch in die 2. Bundesliga aufstieg. Nachdem Schädlich die „Veilchen“ in ihrer ersten 2. Liga-Saison auf den achten, in den beiden folgenden Spielzeiten 2004/05 und 2005/06 jeweils auf den siebten und in der Saison 2006/07 zehnten Tabellenplatz geführt hatte, agierte er in der nachfolgenden Saison mit weniger Glück. Als Konsequenz trat er am 17. Dezember 2007, einen Tag nach der 0:5-Niederlage beim TSV 1860 München, von seinem Trainerposten zurück. Es hatte sich um die letzte Partie vor der Winterpause der Spielzeit 2007/08 gehandelt, und in der Folge musste der FC Erzgebirge Aue auf einem Abstiegsplatz „überwintern“ und musste letztendlich in die 3. Liga absteigen. Trotzdem blieb Schädlich für immer eine Vereinslegende beim FC Erzgebirge Aue.

#### Trainer beim Chemnitzer FC
Mit Beginn der Saison 2008/09 übernahm Schädlich den Trainerposten beim Chemnitzer FC. Nach einem 1:0-Heimsieg gegen den Aufstiegsfavoriten RB Leipzig am 33. Spieltag der Saison 2010/11 sicherte er sich mit den „Himmelblauen“ vorzeitig den Meistertitel in der Regionalliga Nord und stieg dadurch in die 3. Liga auf. Dort waren die Himmelblauen in der Hinrunde zunächst dauerhaft in der unteren Tabellenhälfte. Allerdings konnte sich der Verein im Laufe der Rückrunde, dank einer Serie von 16 ungeschlagenen Spielen, bis auf den Relegationsplatz vorarbeiten. Der 3. Tabellenplatz konnte jedoch nicht gehalten werden und so schloss die Mannschaft um Gerd Schädlich die Saison als bester Aufsteiger auf Platz 9 ab. Durch einen 5:4-Sieg nach Verlängerung im Sachsenpokal gegen den VfL 05 Hohenstein-Ernstthal gelang es dem CFC außerdem, sich für den DFB-Pokal der kommenden Saison zu qualifizieren. Dort verlor man in der ersten Hauptrunde gegen die SG Dynamo Dresden. Im April 2013 verlängerte Schädlich seinen Vertrag um ein weiteres Jahr bis 2014, trat aber am 6. Oktober 2013 nach einer 0:4-Punktspielniederlage gegen Preußen Münster mit sofortiger Wirkung zurück.

### Weitere Tätigkeit
Im Mai 2014 unterschrieb Schädlich beim Halleschen FC einen Vertrag als hauptamtlicher Scout. Sein Tätigkeitsfeld beinhaltete insbesondere die Spielgegnerbeobachtung und -analyse für die Profimannschaft. Der Vertrag lief bis Sommer 2017.

## Erfolge
- Aufstieg in die 2. Bundesliga mit dem FSV Zwickau (1994) und dem FC Erzgebirge Aue (2003)
- Aufstieg in die 3. Liga mit dem Chemnitzer FC (2011)

## Persönliches
Gerd Schädlich war verheiratet und Vater einer Tochter. Er starb nach langer schwerer Krankheit in der Nacht zum 29. Januar 2022 im Alter von 69 Jahren.

## Rezeption
Auf die Nachricht von Schädlichs Tod reagierten alle Clubs, in denen er tätig gewesen war, mit großer Betroffenheit und gaben zugleich ihrer Wertschätzung für die herausragende Trainerpersönlichkeit Ausdruck. Er galt als einer der immer seltener werdenden „Protagonisten, denen es um den Sport und nicht um das große Geld“ ging, als jemand, der mit bescheidenen Mitteln auch aus unbekannten Mannschaften ein Maximum an Erfolg herauszuholen verstand. Einige Stimmen:
- Romy Polster, Vorstandsvorsitzender des Chemnitzer FC: „Gerd Schädlich war eine Konstante, ein Mensch und Arbeiter, der still und immer ohne Aufsehen um seine Person für den Verein da war und dessen Erfolg über alles stellte. [...] Mit seiner ruhigen und fast schon väterlichen Ausstrahlung fühlte man sich in seiner Gegenwart stets wertgeschätzt, geachtet und unterstützt.“
- Uwe Leonhardt, Präsident des FC Erzgebirge Aue: „Wir hatten Seite an Seite wunderbare und erfolgreiche Jahre in Aue. Ohne ihn wäre unser Verein heute nicht das, was er ist. Gerd hat uns in seiner Ära in den bezahlten Fußball geführt, gekrönt mit dem Aufstieg 2003. Er war ein wahnsinnig disziplinierter Trainer, vor allem aber ein wunderbarer Mensch. Er hat nie die Fehler bei anderen gesucht und auch in Krisenzeiten immer Zuversicht ausgestrahlt.“[9]

Zu seinem 70. Geburtstag veröffentlichte der MDR einen Dokumentarfilm unter dem Titel: „Erfolgstrainer Gerd Schädlich – der Geradlinige“.

## Ehrungen
Gerd Schädlich wurde 2014 mit dem Chemmy für sein Lebenswerk ausgezeichnet. Er blieb der Verleihung jedoch fern, weil er diese Ehrung nicht nachvollziehen konnte oder wollte: „Ich finde das Ganze eigenartig und bin darüber nicht begeistert.“
Am 22. Oktober 2023, unmittelbar vor einem Drittliga-Heimspiel des FC Erzgebirge Aue, enthüllten dessen Sportchef Matthias Heidrich und Co-Trainer Jörg Emmerich auf dem Vorplatz des Erzgebirgsstadions, unmittelbar vor dem östlichen Flutlichtmast, eine aufwendig gestaltete Gedenkstätte. Es handelt sich um eine auf einem Findling angebrachte Schieferplatte, auf der der Erfolgstrainer mit den Worten gewürdigt wird: „Leidenschaftlicher Fußballer – genialer Trainer – geliebter Familienvater“. Oberhalb finden sich seine Lebensdaten sowie ein fotografisches Porträt. Auf dem hinter dem Gedenkstein befindlichen Flutlichtmast ist auf lila-weißem Untergrund (den Vereinsfarben des FC Erzgebirge Aue) ein Graffiti-Porträt zu sehen, welches mit einem Ausspruch Schädlichs unterlegt ist: „Wenn Sie mal Trainer sind von Aue, dann wissen Sie, dass Sie nix zu lachen haben!“ Die Kosten für das Ensemble waren sämtlich aus der Fanszene zusammengetragen worden.
Seit dem 1. März trägt der Vorplatz des Erzgebirgsstadions in Aue-Bad Schlema offiziell den Namen „Gerd-Schädlich-Platz“, nachdem er bereits vorher schon in der Fanszene inoffiziell so benannt war.